# 黑溪站 (聖彼得堡地鐵)
黑溪站（羅馬化：Chyornaya rechka）是聖彼得堡地鐵的一個車站，1982年11月4日啟用。
此站以俄羅斯詩人亞歷山大·謝爾蓋耶維奇·普希金最後決鬥所在地命名。

## 圖片

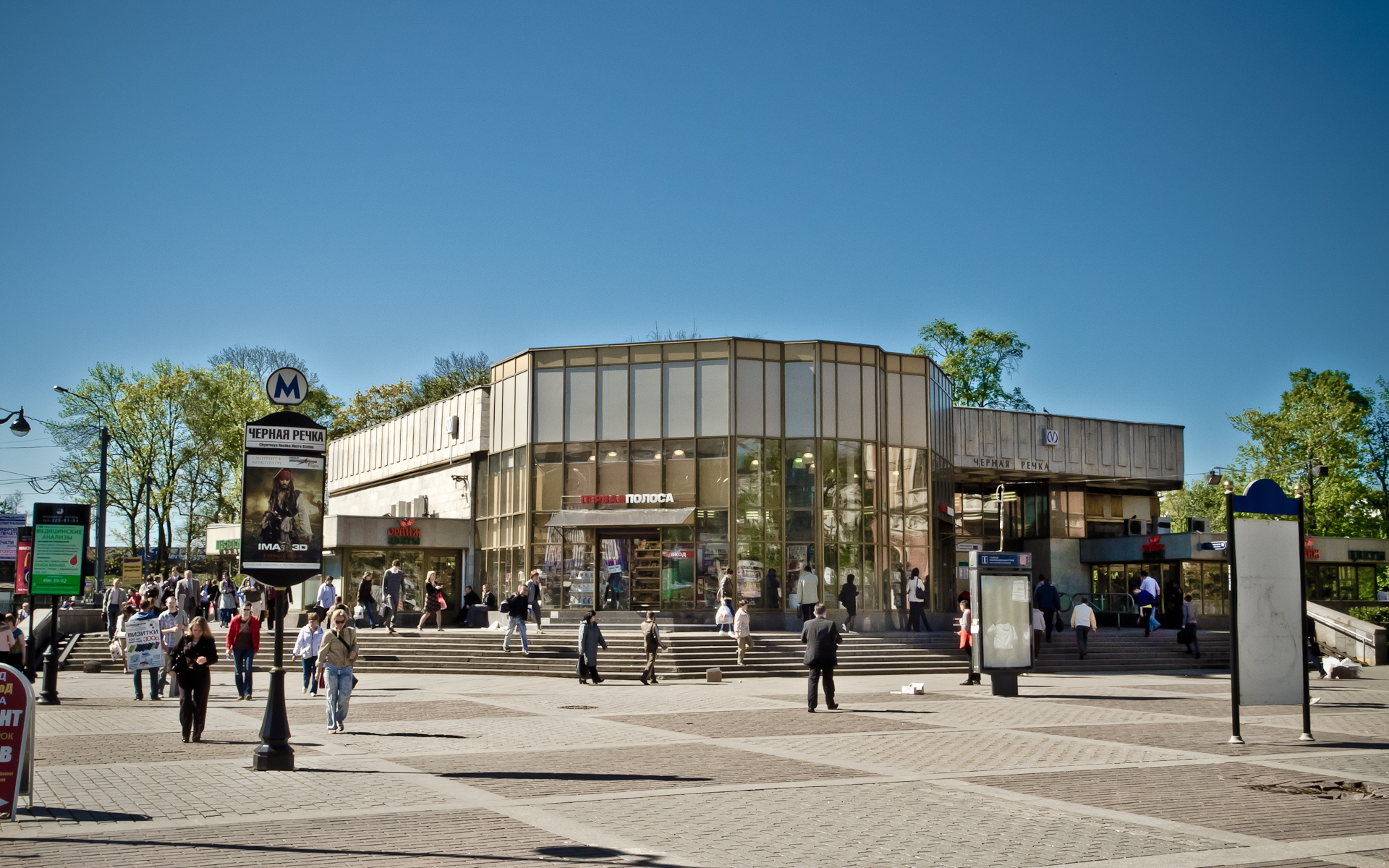
黑河亭
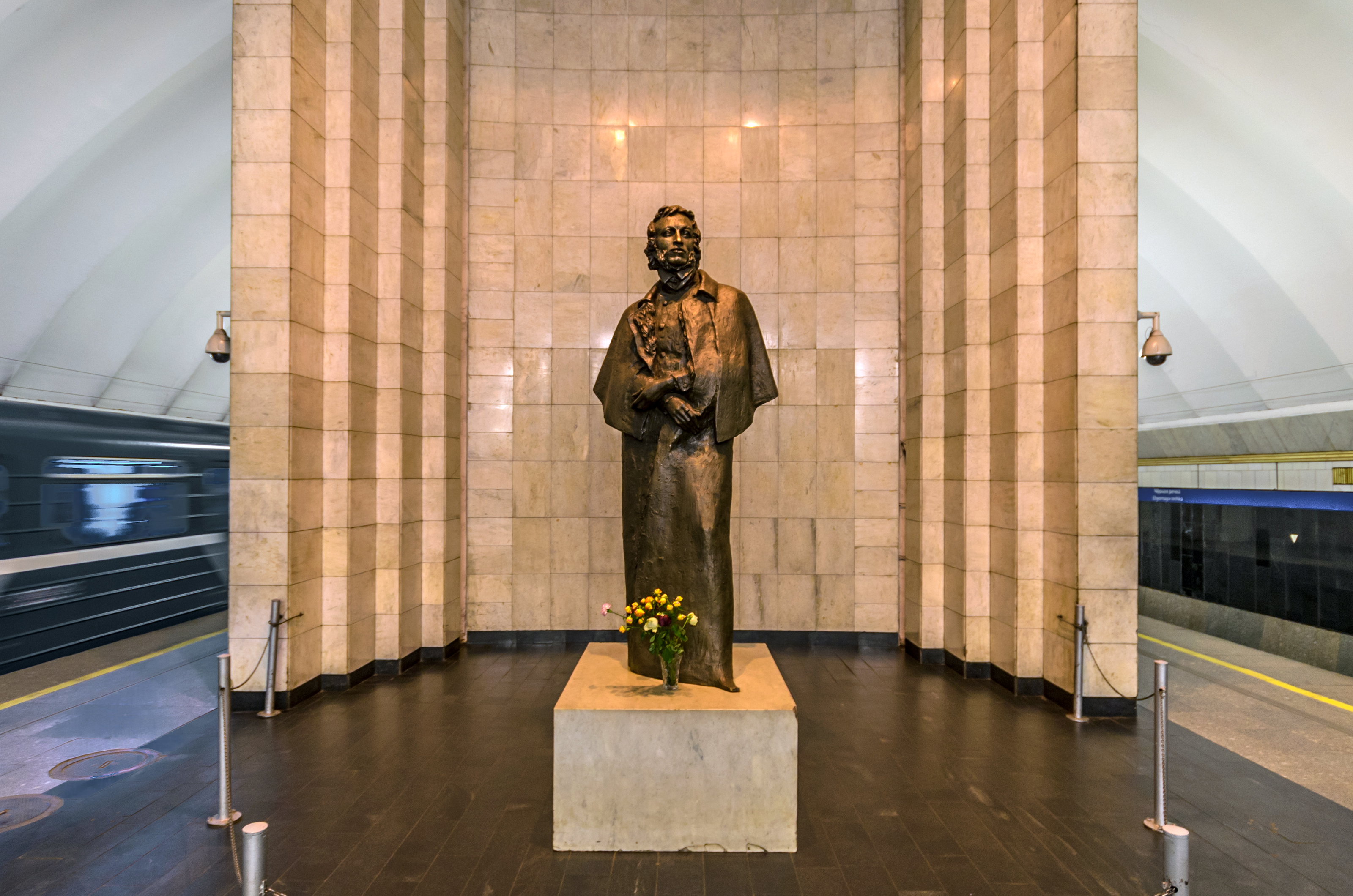
亞歷山大·謝爾蓋耶維奇·普希金紀念碑

## 外部連結
- 维基共享资源上的相關多媒體資源：黑溪站